# جاك مارشال (لاعب اتحاد الرغبي)
جاك مارشال (بالإنجليزية: Jack Marshall)‏ هو لاعب اتحاد الرغبي أسترالي، ولد في 21 مارس 1926 في Belmont, New South Wales ‏ في أستراليا، وتوفي في 6 مارس 2013.